# 君島良夫
君島 良夫（きみしま よしお、1984年1月13日 - ）は、日本のラグビー選手。 

## プロフィール
- 茨城県水戸市出身。
- ポジションはスタンドオフ(SO)（背番号は10番）。
- 身長 176cm、体重 80kg
- 19歳以下日本代表や日本選抜に選ばれたことがある。
- 愛称はヨシオ、Yosh。

## 来歴
幼稚園からサッカーを始め（リリーサッカースクール）、小学・中学校時代はチグリーニョFCに所属し、キャプテンを務める。中学2年時には単身ブラジルに渡り、3ヶ月間サッカー留学をした。
茨城県清真学園高等学校入学を機にラグビーに転向し、高校2年、3年時には全国大会（花園）に出場。19歳以下日本代表にも選出された。
その後、同志社大学に進学。怪我に泣かされ3年時まで公式戦出場はないものの、4年時はスタンドオフとしてチームに貢献し、大学選手権ベスト4。
2007年4月、NTT東日本ラグビー部に入部。同年7月よりNTTコミュニケーションズラグビー部として再発足。初年度からその中心選手として活躍を始める。
2009年には、当時所属していたトップイーストリーグを全勝で勝ち進み、チームはトップリーグに昇格した。
トップリーグ昇格後初めてのシーズンとなる2010-2011シーズンでは全試合フルタイム出場を果たし、チームは12位に低迷するも個人得点ランキングでは7位につけた。
その活躍が評価され、2011年6月に開催された「東日本大震災復興支援チャリティマッチ (日本代表対トップリーグXV選抜)」のトップリーグXV選抜に選出された。
トップリーグ2012-2013シーズンでは、個人得点ランキングで4位。（前半節終了時では首位）
2014年にNTTコミュニケーションズから戦力外通告を受け、海外挑戦を決断した。オーストラリアのランドウィックに所属。
2015年、日野自動車レッドドルフィンズに加入。
2017年、日野自動車レッドドルフィンズを退団した。